# Portavoz de las FDI

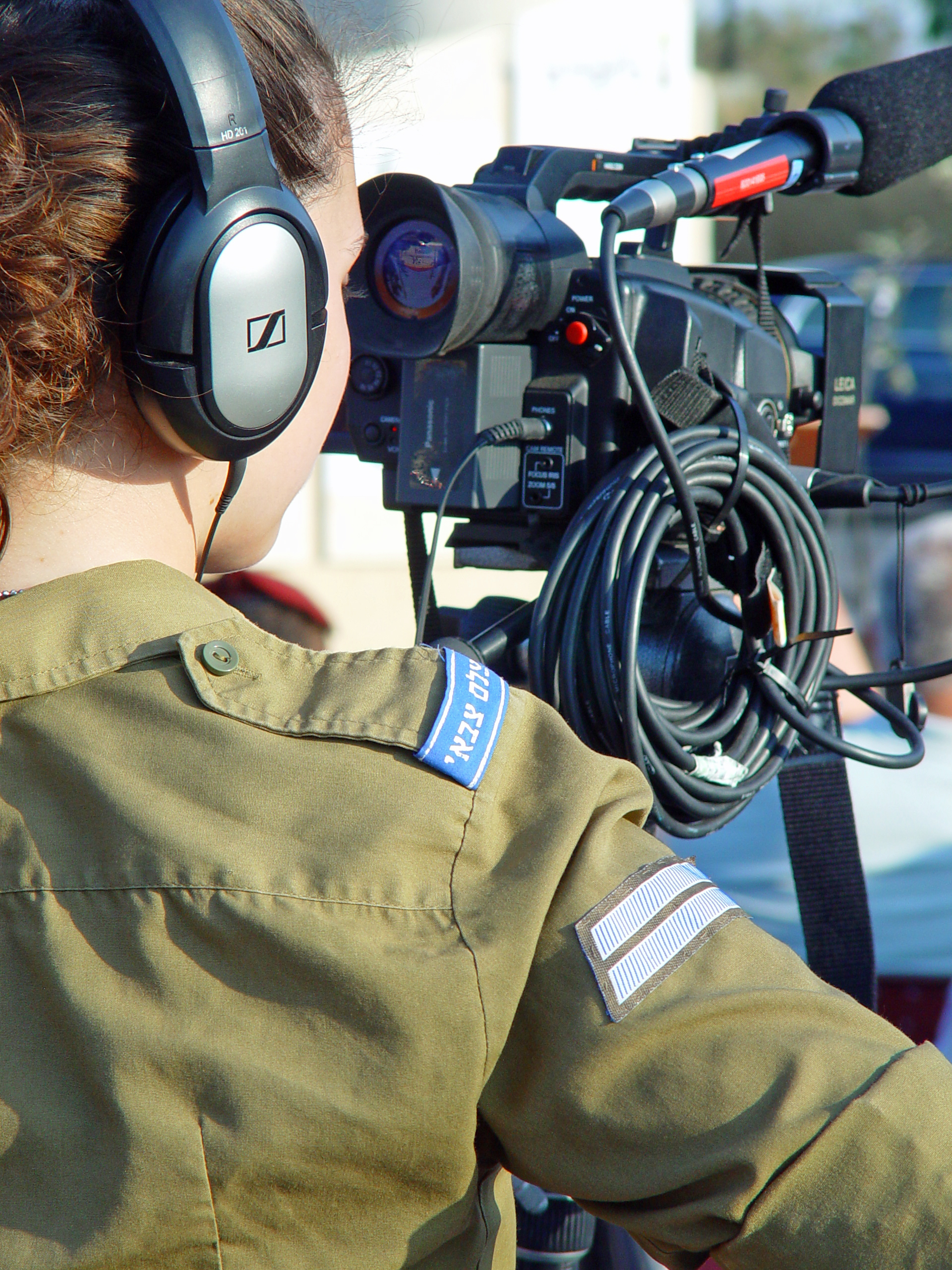
Fotógrafa militar de la unidad del Portavoz de las FDI.

La Unidad del Portavoz de las FDI (en hebreo: ( דובר צה"ל, Dover Tzahal ) es una unidad de las Fuerzas de Defensa de Israel, que forma parte del Directorio de Operaciones, y es la unidad responsable de transmitir al público la información y de mantener buenas relaciones con los medios de comunicación. Esta unidad es dirigida por el portavoz de las FDI, miembro a su vez del Cuartel General de las Fuerzas de Defensa de Israel. 
Desde el 27 de marzo de 2025, el portavoz de las FDI es el general de brigada, Effie Defrin.

## Resumen
- La unidad del portavoz de las FDI se fundó al año 1948 con la creación del Estado de Israel y las Fuerzas de Defensa de Israel. Según el documento fundacional de la unidad su misión es la siguiente:

- La unidad fue establecida como un enlace entre las FDI y los medios domésticos y extranjeros, así como el público en general. La unidad realiza sus funciones, entre ellas sirve como portavoz de las FDI ante los medios nacionales y extranjeros, desarrolla e implementa las relaciones públicas de las FDI, distribuye información militar a la opinión pública, assesora al personal de las FDI en asuntos referentes a las relaciones con el público en general, y desarrolla relaciones con los medios y los invita a participar en los acontecimientos militares.

- La unidad es dirigida por un general de brigada e informa de sus actividades al Directorio de Operaciones de las FDI.
- La unidad está representada en el Estado Mayor y está directamente subordinada a la Cabeza del Estado Mayor (Ramatcal).
- La unidad responde a 500 medios de comunicación y a 2.500 periodistas.
- La unidad responde unas 2.000 preguntas al mes.
- La unidad tiene prohibido distribuir información falsa y participar en la guerra psicológica.

## Historia
El primer portavoz de las FDI fue el Teniente coronel Moshe Pearlman, un periodista e inmigrante del Reino Unido que fue nombrado en el año 1948 con el establecimiento del Estado. Después de varios años de actividad, la oficina del portavoz fue convertida en una unidad bajo la autoridad del Directorio de Inteligencia militar de las FDI. Mes adelante fue convertida en una brigada completa en el año 1973.
Al año 1979, el General de Brigada Yaakov Even inauguró los departamentos de cine y fotografía de la unidad del portavoz de las FDI. En el año 2007 se inauguró la primera escuela internacional de periodismo y fotografía de combate.
Durante la Guerra del Golfo en los años 90, la unidad del portavoz de las FDI fue colocada directamente bajo las órdenes del Jefe del Estado Mayor de las FDI. El jefe de la unidad en aquella época, el General de Brigada Nachman Shai, cambió la insignia del uniforme de la unidad por el modelo actual. Esta unidad fue puesta mes adelante bajo la autoridad del Directorio de Operaciones de las FDI, durante las reformas llevadas a cabo en el Ejército israelí en 2000.  
Al año 2006, el Jefe del Estado Mayor concentró en la unidad del portavoz la autoridad profesional militar en los asuntos de Relaciones públicas con los medios de comunicación, y se crearon nuevos puestos de trabajo en la unidad. 
A pesar de su presencia en el frente desde el año 1948, la unidad tan sólo ha sufrido una baja en combate, la del Sargento Lior Ziv, un fotógrafo que fue asesinado durante unas operaciones militares en 2003.
La unidad del portavoz de las FDI normalmente usa a un miembro de su personal para dirigirse a los medios de comunicación, el Teniente coronel Peter Lerner de las FDI se actualmente el encargado de la unidad cuando esta se dirige hacia un público inglés o británico, puesto que este oficial nació y fue educado en Londres.

## Líderes

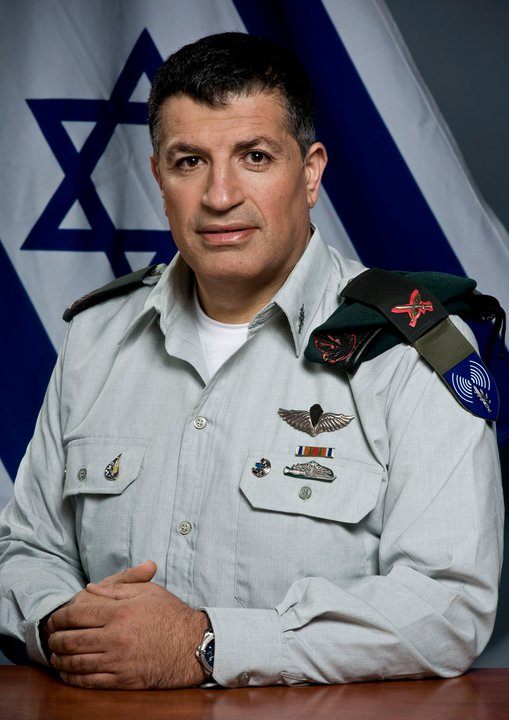
Portavoz de las FDI entre los años 2001 y 2013 Yoav Mordechai.

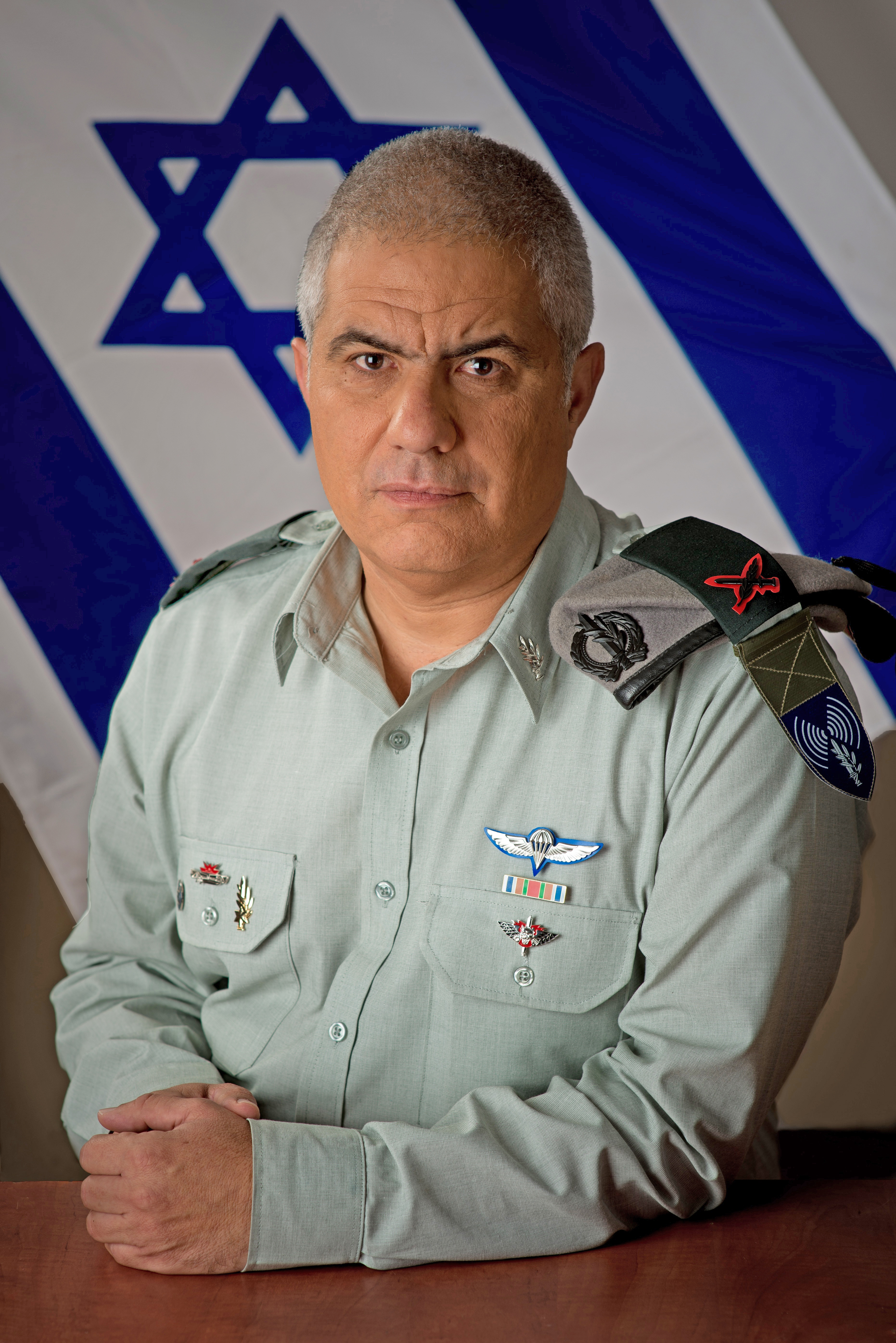
Portavoz de las FDI entre los años 2013 y 2017, Moti Almoz.

- 1948–1952: Tte. Col. Moshe Pearlman
- 1952–1953: Tte. Col. Aminadav Fry
- 1953–1955: Col. Nahman Karni
- 1955–1957: Col. Nehemiah Brosh
- 1957–1959: Tte. Col. Shaul Ramati
- 1959–1963: Tte. Col. Dov Sinai
- 1963–1967: Col. Aryeh Shalev
- 1967–1969: Col. Rafael Efrat
- 1969–1973: Col. Yossi Calev
- 1973–1974: Gral. Brig. Pinhas Lahav
- 1974–1975: Gral. Brig. Efraim Poran
- 1975–1976: Gral. Brig. Dov Shion
- 1976–1977: Gral. Brig. Yoel Ben Porat
- 1977–1979: Col. Yitzhak Golan
- 1979–1984: Gral. Brig. Ya'akov Even
- 1984–1989: Gral. Brig. Efraim Lapid
- 1989–1991: Gral. Brig. Nachman Shai
- 1991–1994: Gral. Brig. Eilan Tal
- 1994–1996: Gral. Brig. Amos Gilad
- 1996–1999: Gral. Brig. Oded Ben Ami
- 2000–2002: Gral. Brig. Ron Kitri
- 2002–2005: Gral. Brig. Ruth Yaron (Fue la primera mujer que lideró la unidad)
- 2005–2007: Gral. Brig. Mire Regev
- 2007–2011: Gral. Brig. Abuelo Benayahu
- 2011–2013: Gral. Brig. Yoav Mordechai
- 2013–2017: Gral. Brig. Moti Almoz
- 2017-2019: Gral. Brig. Ronen Manelis
- 2019-2021; Gral. Brig. Hidai Zilberman
- 2021-presente: Gral. Brig. Ran Kochav

## Estructura
La unidad es responsable de la política informativa de las FDI y de las relaciones con los medios, tanto en la paz como en la guerra. La unidad se divide en varias subunidades que tratan con varias áreas de actividad entre ellas actuar como enlace con la prensa nacional y extranjera, las relaciones públicas, la información, la fotografía, el cine. el video, la organización y el entrenamiento. 
- Portavoz de las FDI: El portavoz de las FDI dirige la unidad y tiene el rango de general de Brigada. El portavoz está subordinado a la Cabeza del Directorio de Operaciones, que tiene el rango de General de División, y es miembro del Cuartel General de las FDI. El actual portavoz de las FDI es Ran Kochav, que fue nombrado en el año 2021.

- Departamento de Relaciones con los Medios Nacionales: es responsable del manejo diario de la información y la comunicación con los diversos medios nacionales dirigidos a una audiencia específica. Los diarios nacionales con una gran circulación como el Yediot Aharonot, Maariv, Haaretz, así como publicaciones más pequeñas, revistas, prensa religiosa, emisores de radio y páginas de internet, mantienen una buena relación con la rama de comunicación en todo el en lo referente a los asuntos militares.

- Departamento de Relaciones con los Medios Internacionales: es responsable de administrar la información de las FDI y de relacionarse con #los medios extranjeros, así como de modelar la imagen de las FDI ante la opinión pública. A través de sus diferentes despachos, se encarga de difundir noticias en varios idiomas entre ellos hay que destacar; el inglés, el castellano, el árabe y el ruso. Este departamento se encarga de responder a las preguntas que formulan los medios y la prensa extranjera.

- Departamento de Relaciones Públicas: es responsable de las relaciones entre las FDI y la opinión pública, en Israel y alrededor del Mundo. El departamento a su vez se divide en tres secciones; la sección social, responsable de las relaciones de las FDI con el público israelí y las organizaciones judías, la sección internacional, responsable de las relaciones de las FDI con los medios y los gobiernos extranjeros, y la sección de correspondencia pública; responsable de responder a las preguntas según establece la ley de libertad de información israelí.

- Departamento de Operaciones: es el centro del sistema de información y de relaciones públicas del Ejército. Este departamento funciona en tiempo real las 24 horas del día y es el responsable de llevar a cabo todas las ruedas de prensa del portavoz de las FDI. Para asegurar una rápida respuesta a los acontecimientos, este departamento mantiene una comunicación constante con las FDI sobre el terreno, y a través de una extensa red de representantes en cada cuartel regional. El departamento se encarga de monitorizar y analizar a los medios de comunicación.

- Unidad Cinematográfica: es la unidad responsable de producir contenidos audiovisuales para las relaciones públicas militares. Una de sus producciones más famosas fue una película sobre los soldados israelíes en el Líbano producida en el año 1985. Producciones más recientes incluyen imágenes del ataque a la flotilla de Gaza, este ataque tuvo lugar el 31 de mayo de 2010. La unidad consta de siete departamentos; la página web de las FDI, la sección de fotografía estática, la sección de video, la sección de edición de video, los archivos de video, la sección de producción audiovisual y la sección de postproducción.

- Departamento de Investigación, Iniciativa y Estrategia: es el responsable de producir los mensajes estratégicos de las FDI y de llevar a cabo la investigación, así como el análisis de la efectividad de estos mensajes. Sirve como consejería para el portavoz de las FDI en todos los asuntos estratégicos claves, tanto a largo como corto plazo. Las operaciones de este departamento son dirigidas por un Teniente Coronel. Las operaciones internacionales se realizan consultando previamente al personal, que está formado por antiguos reservistes con experiencia en combate. El departamento se divide en dos secciones primarias: Investigación y Estrategia.

- Departamento de Entrenamiento: es el responsable del entrenamiento profesional del personal de las FDI en todo el en lo referente a las relaciones públicas con los medios, está formado principalmente por dos partes; una es la sección de doctrina y preparación, la otra es la escuela de comunicaciones, que está situada en la base de Dayan, a la región de Glilot, esta escuela es la responsable del entrenamiento en comunicación audiovisual por los mandos de las FDI.

- Departamento de Recursos Humanos: proporciona la logística, la administración y la organización necesaria para poder llevar a cabo las operaciones de la unidad.